# Шабанов, Александр Николаевич
Алекса́ндр Никола́евич Шаба́нов (1904—1982, Москва) — советский хозяйственный, государственный и политический деятель, хирург, член-корреспондент АМН (1969), доктор медицинских наук, профессор, заслуженный деятель науки РСФСР.

## Биография
Член КПСС с 1928 года.
С 1929 года на хозяйственной, общественной и политической работе. В 1929—1982 гг. ординатор, аспирант и ассистент кафедры госпитальной хирургической клиники медицинского факультета Московского университета, начальник Главного управления медицинскими учебными заведениями, заместитель министра здравоохранения СССР, и. о. Министра здравоохранения СССР, главный врач Московской городской больницы им. С. П. Боткина и профессор кафедры 1-й хирургической клиники ЦПУ врачей, проректор Университета дружбы народов им. П. Лумумбы, заведующий кафедрой хирургии и травматологии санитарно-гигиенического факультета 1-го ММИ.
Жил в Доме на набережной. Как вспоминала его внучка, он «составил много медицинских атласов, входил в комиссию по Мавзолею».
Супруга также медик. Дети — двойня (род. 1935), сын Александр (ум. 2023), российский политик, и дочь Галина — художница, «много лет отработала на „Мосфильме“, училась в Суриковской школе, окончила ВГИК, где подружилась с Тарковским, Шпаликовым, Левенталем». Там же на Мосфильме познакомится с будущим супругом Валерием Сировским, переводчиком. Крестным отцом их дочери Анастасии Ястржембской, внучки А. Н. Шабанова, станущей супругой С. В. Ястржембского (поженились в 2004 году), стал Сергей Параджанов, а первым супругом Ястржембской был сын Андрея Тарковского, также Андрей: «Мы с Андреем поженились в 18 лет и прожили вместе десять лет», — вспоминала Анастасия Ястржембская. У Галины Шабановой также был сын, старший брат Анастасии Ястржембской, у которой ещё есть родная сестра Дарья и сводные Ирина и Елизавета. Анастасия Ястржембская училась во Флоренции, специалист в области истории искусств и архитектуры, в браке с Ястржембским у них родились дочь Анисья и сын Милан.